# Hiperurbanizmus
A hiperurbanizmus (azaz tulajdonképpen a városi nyelv túlzott utánzása) a túláltalánosítás (hiperadaptáció) egyik alfaja.  A terminus eredeti jelentése szerint a nem városi nyelvváltozat beszélői megkísérlik átvenni a városi nyelvváltozat jellegzetességeit, de a két változat közötti megfeleléseket túláltalánosítják. Leggyakrabban a folyamatban szereplő két nyelvváltozat egyike valamelyik helyi, vidéki nyelvjárás, a másik, (az utánzott) nyelvváltozat pedig a sztenderd. A hiperurbanizmus akkor keletkezik, amikor is a nemsztenderd beszélők a sztenderd formát próbálják meg utánozni, de bizonyos jegyeket túláltalánosítva egy egyébként az utánzott nyelvváltozatban meg nem lévő formát hoznak létre. Például a saját nyelvjárásukban vót ’volt’, bót ’bolt’-féle alakokat használók, amikor megpróbálják utánozni az l-et is kimondó kiejtést (mint amilyen a sztenderdé is), gyakran tévesen betoldanak egy l-et az olyan szavakba is, amelyekben az eredetileg nem volt benne (szölke < szőke, szolda < szóda stb.) Maga a jelenség nem újdonság a nyelvben, például boldog szavunk is így jött létre a korábbi bódog formából.